# المشاعر المعادية للهندوسية

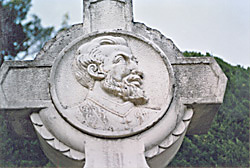

المشاعر المعادية للهندوسية، والمعروفة أيضًا باسم الهندوفوبيا أو معاداة الهندوسية، هي تصور سلبيّ أو شعور أو اضطهاد للممارسة الهندوسية وممارسيها.

## المشاعر المعادية للهندوسية
بدأ أفراد من الجالية الهندية في الاحتجاج بأن الباحثين الغربيين «يشوهون دينهم ويثبِّتون الصور النمطية السلبية»، وأن هذا قد بدأ بنظام التعليم الماكاولايزي في الهند. تاريخيًا، صدّر العديد من كارهي الهندوسية مثل هذه الصور النمطية خلال عهد الراج البريطاني في جنوب آسيا كوسيلة لتضخيم الانقسامات الطائفية في المجتمع الهندي، كجزء من إستراتيجية فرِّق تسُد التي استخدمها البريطانيون.
يُنظر غالبًا إلى النظام الطبقي في الهند، وهو نظام طبقي اجتماعي في جنوب آسيا تعرض لانتقادات بسبب مشاكله التمييزية، على أنه قضية هندوسية فريدة من نوعها وليس قضية ثقافية. هذه صورة نمطية شائعة، إذ أن بعض أتباع الديانات الأخرى مثل الإسلام والسيخية والمسيحية حافظوا على ممارسة الفصل الطبقي في الهند (للتفاصيل، راجع النظام الطبقي بين مسلمي جنوب آسيا).
يشوه المبشرون المسيحيون سمعة ملامح مختارة من الممارسة الهندوسية - وأبرزها الوثنية، والستي، وزواج الأطفال (انتقد المسلمون أيضًا الممارستيّن الأولى والثانية).
وفقًا للناشط في الحوار بين الأديان بّي إن بنجامين، فإن بعض المسيحيين الإنجيليين يُشوهون سمعة الآلهة الهندوسية ويشهّرون بالطقوس الهندوسية باعتبارها بربرية، وقد تسببت هذه المواقف في توترات بين المجتمعات الدينية.
أتُهِمَ أكبر الدين عويسي، زعيم حزب مجلس اتحاد المسلمين في عموم الهند ومقره في حيدر أباد عدة مرات بتهمة استعمال خطابات الكراهية التي تشوه سمعة الآلهة الهندوسية وتحرض على العنف ضد الهندوس. سخر عويسي من ممارسة حرق الجثث الهندوسية بقوله «عندما تموتون (الهندوس)، تصبحون هواءً بعد الاحتراق وتضلوا». استخدم عويسي ألفاظًا ازدرائية في تحدُثه عن الأماكن التراثية في الهند بما في ذلك كهوف أيوديا وكهوف أجانتا ومغارات إلورا.
اعتذر واعظ مسلم عن إهانته للهندوسية عام 2014، بعد ضجة.
يعتبر المسلمون الهندوس كفارًا ويعتبرهم المسيحيون وثنيين.

## الحالات التاريخية للسياسات المعادية للهندوسية

### تحت الحكام المسلمين في الهند
في عهد السلطان محمد تغلق، كتب رجل الدين المسلم ضياء الدين برني العديد من الأعمال، مثل فتوى جهان داري، والتي منحته سمعة بصفته «بطلًا متعصبًا للإسلام» وكتب أنه يجب أن يكون هناك «نضال شامل ضد الهندوسية»، داعيًا إلى التدين النضالي والمتزمت. وقد طور نظام النخبوية الدينية لهذا الغرض.
كتب المؤرخ سي. هايفادانا راو عن السلطان تيبو في عمله الموسوعيّ حول تاريخ مايسور. وأكد أن «تعصب تيبو الديني وتجاوزاته المرتكبة باسم الدين، سواء في مايسور أو في المقاطعات، تستحق الشجب طوال الوقت. إن تعصبه، في الواقع، كان عظيمًا لدرجة أنه استبعد كل أفكار التسامح». ويؤكد كذلك أن أعمال السلطان تيبو التي كانت بناءة تجاه الهندوس كانت إلى حد كبير سياسية وتفاخرية أكثر من كونها مؤشرًا على التسامح الحقيقي.
كما أنه تراسل مع شرينجاري شانكاراشاريا- معربًا عن حزنه واستيائه إزاء غارة قام بها فرسان بنداري (المرتزقة)، وأدت إلى مقتل الكثيرين ونهب ممتلكات الدير القيمة، ورعى معبد ميلكوتا (الذي يحتوي على أوعية ذهبية وفضية مع نقوش تشير إلى أنها قُدمت من قبل السلطان)، وأصدر من أجله مرسوم الكانادا بضرورة تلاوة آيات سري فيشنافا (المذهب الهندوسي) هناك بالصيغة التقليدية. كما قدم السلطان تيبو أربعة أكواب فضية إلى معبد لاكشميكانتا في كالالي وربما قدم إلى معبد رانجاناثا في سريانجاباتانا سبعة أكواب فضية وموقد كافور فضي. يمتلك دير شرينجاري شارادا بيثام في خزانته نحو 24 رسالة كتبها السلطان الذي أرسل أيضًا محفّات (بالانكواين) فضية وزوجًا من المنشّات (عصا وبها بعض الشعر للتلويح بها وإبعاد الذباب) المصنوعة من الفضة إلى معبد سارادا.

أرسل السلطان تيبو رسالة في 19 يناير 1790 إلى حاكم بيكال، بدروزّومان خان. تقول:
ألم تعلم أنني قد حققت نصرًا كبيرًا مؤخرًا في مالابار، وقد تحول أكثر من أربعمئة ألف من الهندوس إلى الإسلام؟ أنا عاقد العزم على المسير إلى اللعين راما فارما (راجا ترافنكور) في وقت قريب جدًا. وبما أنني أشعر بسعادة غامرة من احتمال تحويله ورعاياه إلى الإسلام، فقد تخليت عن فكرة العودة إلى سريانجاباتان الآن.
رغم انتقاد المؤرخين الهنود لمواقف الحاكم المسلم السلطان تيبو كونها معادية للهندوس، إلا أن المؤرخين اليساريين يلاحظون أنه كان لديه موقف مساوٍ تجاه الهندوس وكان قاسيًا تجاههم فقط عندما يكون ذلك ملائمًا سياسيًا.
يدفع عرفان حبيب ومهيبول حسن بأن هؤلاء المؤلفين البريطانيين الأوائل كان لهم مصلحة قوية في تقديم السلطان تيبو كطاغية قام البريطانيون «بتحرير» مايسور منه. تردد بريتلبانك هذا التقييم في عملها الأخير.

### أثناء الراج البريطاني
أثناء الحكم البريطاني لشبه القارة الهندية، نشر العديد من المبشرين المسيحيين الإنجيليين الدعاية المعادية للهندوس كوسيلة لتحويل الهندوس إلى المسيحية. وتشمل الأمثلة المبشرين مثل آبي جي إيه. دوبوا، الذي كتب «بمجرد انتهاء واجبات معبد الدفداسيين، يفتحون غرفهم سيئة السمعة (المليئة بالقاصرات؟)، ويقومون في كثير من الأحيان بتحويل المعبد نفسه إلى ماخور. لم توجد أبدًا ديانة أكثر خزيًا أو أكثر فُحشًا بين شعب متحضر».
في كتاب تشارلز غرانت ذو التأثير الكبير «ملاحظات حول... الرعايا الآسيويين لبريطانيا العظمى» (1796)، انتقد غرانت المستشرقين لكونهم يحترمون الثقافة والدين الهنديين للغاية. حاول عمله تحديد «مكان الهندوس الحقيقي على المقياس الأخلاقي»، وادعى أن الهندوس هم «شعب فاسد للغاية».

### محاكم التفتيش في غوا
كانت محاكم التفتيش في غوا مؤسسة برتغالية تعود إلى الحقبة الاستعمارية أنشأها الكرسي الرسولي الكاثوليكي الروماني في الفترة ما بين القرنين السادس عشر والتاسع عشر لوقف ومعاقبة البدع المنافية للتعاليم المسيحية في جنوب آسيا. اضطهدت المؤسسة الهندوس من خلال الحكم الاستعماري البرتغالي ورجال الدين اليسوعيين في الهند البرتغالية. وقد أُسِست عام 1560، ومُنِعت لفترة وجيزة من 1774 حتى 1778، ثم واصلت بعد ذلك إلى أن ألغيت في النهاية عام 1820. عاقبت محاكم التفتيش أولئك الذين تحولوا إلى الكاثوليكية، لكن اشتبه رجال الدين اليسوعيين في ممارستهم لديانتهم السابقة سرًا. في الغالب، اتُهِم المضطهدون بممارسة الهندوسية السرية.